# Turnera ulmifolia
Тернера в'язолиста (Turnera ulmifolia) — вид рослин роду Тернера (Turnera).

## Будова
Невелика однорічна трав'яниста рослина з яскраво-жовтими квітами.

## Поширення та середовище існування
Походить з Центральної та Північної Америки. Переважно росте на піщаних схилах, обабіч доріг. У багатьох країнах вважається бур'яном.

## Практичне використання

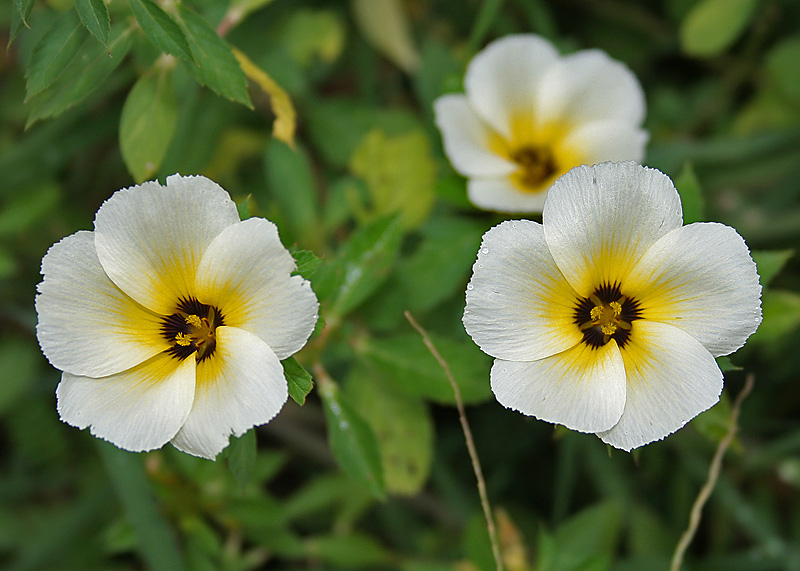
Тернера в'язолиста сорт «Елеганс»

Використовується як декоративна рослина. Виведений сорт з різнокольоровими квітами «Елеганс».
Дослідження 2009 року знайшли у рослині метицилін - антибіотик, що використовується для боротьби зі стафілококом.